# Sadie Alexandru
Sarah Jocelyn "Sadie" Alexandru (Nueva York, 2 de diciembre de 1977) es una actriz y modelo estadounidense, reconocida por interpretar el papel de Scarlett, secretaria de Harry Crane en la serie de televisión Mad Men.

## Carrera
Sadie Alexandru nació en la ciudad de Nueva York y tuvo una pasión por el ballet desde su juventud. Recibió su título de Bachiller en Bellas Artes en Actuación de The Mason Gross School of the Arts en la Universidad de Rutgers. También estudió en la Academia de Teatro de Londres con la Patrona Dame Judi Dench, y en el William Esper Studio en la ciudad de Nueva York. Alexandru tomó residencia permanente en Los Ángeles, California, en enero de 2006. Su entrenamiento actoral en Los Ángeles incluye: estudios en cámara en el Steve Eastin Studio y entrenamiento de especialistas en la Academy of Theatrical Combat.
Alexandru se hizo conocida por el comercial original "What Happens in Vegas, Stays in Vegas". Ha hecho 24 anuncios publicitarios nacionales para marcas como Comcast, Jared Jewelers, Swiffer, Coors, Wendy's, Merck, Turbo Tax, Staples, 1-800-Flowers, Milky Way, Hasbro y Bud Light.
Alexandru debutó en televisión en la popular telenovela All My Children. También fue una estrella invitada recurrente en la telenovela de la CBS As the World Turns y en la comedia de ABC Carpoolers. En 2012 hizo su debut en la quinta temporada de la aclamada serie ganadora del Premio Emmy Mad Men, como la nueva secretaria de SCDP, Scarlett.
Sus créditos cinematográficos incluyen la popular película de acción Gamer, Broken Horses y Lucy in the Sky Diamond. Sadie también interpretó el papel de Natalie Cloonan en la aclamada película independiente Act Naturally, que ganó el Premio del Público a la Mejor Narrativa de Largometrajes en 2012 en el Festival de Cine de Los Ángeles y su festival hermano, el Festival de cine de San Francisco.

## Filmografía
| Año  | Título                       | Rol                    | Notas |
| ---- | ---------------------------- | ---------------------- | ----- |
| 2008 | 8 Balls                      | Michelle               | Corto |
| 2009 | Plus One'                    | Sally                  | Corto |
| 2009 | Gamer                        | Víctima de la sociedad |       |
| 2010 | Bare Knuckles                | Maxine                 |       |
| 2010 | Straw Man                    | Emily                  |       |
| 2011 | Act naturally                | Natalie Cloonan        |       |
| 2011 | Expulsion                    | Liz                    | Corto |
| 2012 | Lucy in the sky with Diamond | Camarera               | Corto |
| 2013 | Starting from Scratch        | Jade                   |       |
| 2013 | Broken Horses                |                        |       |
| 2013 | Dinner with Ana              | Renata                 | Corto |
| 2014 | Sinbad:The Fifth Voyages     | Firoozeh               |       |
| 2015 | Broken Horses                |                        |       |
| 2016 | Curse of the Phantom Shadow  | Gas Pump Girl          |       |
| 2017 | Taste                        | June                   | Corto |
| 2017 | Get You Back                 | Kathryn                |       |

| Año       | Título             | Rol           | Notas |
| --------- | ------------------ | ------------- | ----- |
| 2000      | Guiding Light      |               |       |
| 2001      | All My Children    | Sylvia        |       |
| 2002      | As the World Turns | Tanya Cole    |       |
| 2008      | Carpoolers         | Jogger        |       |
| 2012–2013 | Mad Men            | Scarlett      |       |
| 2013      | Neighbros          |               |       |
| 2015      | Kittens in a Cage  | Jackie        |       |
| 2014-2018 | The Fosters        | Colleen Jacob |       |